# Rozhlas a televízia Slovenska
Rozhlas a televízia Slovenska (in italiano 'Radiotelevisione Slovacca') o RTVS è stata la istituzione di diritto pubblico, nazionale, informativo, culturale ed educativo che garantiva di servizio pubblico radiotelevisivo della Slovacchia. La sua sede centrale si trovava nella capitale, Bratislava.
L'azienda è nata nel 2011 dalla fusione di Slovenská televízia e Slovenský rozhlas, rispettivamente le due società televisive e radiofoniche. I fondi per la fusione sono stati raccolti tramite pubblicità, fondi governativi e un canone mensile obbligatorio riscosso tramite la bolletta elettrica. È membro a pieno titolo dell'UER, come i suoi due predecessori. L'emittente è stata chiusa il 1 luglio 2024 a seguito di una decisione governativa e da data menzionata lo sostituì Slovenská televízia a rozhlas.

## Televisione
La rete possiede quattro canali televisivi:
- Jednotka (Canale Uno), precedentemente denominato STV 1;
- Dvojka (Canale Due), precedentemente denominato STV 2.
- Šport (Canale Sport) dal 2021
- 24 (Canale Ventiquattro) dal 2022

### Canali televisivi nel passato
- Trojka (Canale Tre) dal 2019 al 2022

## Radio
La rete disponde di un totale di 9 stazioni radio. Cinque sono stazioni radio FM:
- SRo1, Rádio Slovensko
- SRo2, Rádio Regina, divisa a sua volte in tre divisioni locali
- SRo3, Rádio Devín
- SRo4, Rádio FM
- SRo5, Rádio Patria

Una stazione radio via satellite, DVB-T e internet:
- SRo6, Radio Slovakia International

E tre stazioni radio esclusivamente digitali:
- SRo7, Rádio Klasika (musica classica)
- SRo8, Rádio Litera (teatro)
- SRo9, Rádio Junior (per bambini fino a 10 anni di età)